# Преображенский, Павел Иванович
Па́вел Ива́нович Преображе́нский (13 января 1874, Демьянск, Новгородская губерния — 10 сентября 1944, Москва) — российский геолог, Министр Народного Просвещения Российского государства, профессор (с 1922), зав. кафедрами геологии и минералогии (1923—1924) Пермского университета, первооткрыватель крупнейшего в мире месторождения калийно-магниевых солей (Верхнекамского), доктор геолого-минералогических наук (1935).

## Биография

### Образование
Родился 1 (13) января 1874 года в Демянском уезде Новгородской губернии в семье священника.
В 1892 году окончил с золотой медалью Ташкентскую гимназию. Учился на физико-математическом факультете Московского университета.
В 1900 году окончил Горный институт в Санкт-Петербурге, получив звание горного инженера.
В 1908—1909 годах учился в Мюнхенском университете.
В 1935 году получил степень доктор геолого-минералогических наук.

### Общественная и научная работа
С 1901 года по приглашению профессора В. А. Обручева работал в группе по исследованию области Ленских золотых приисков.
Был заведующим геологической партии на Урале по изысканию трассы железной дороги Уфа — гора Магнитная, преподавал в Горном институте, участвовал в деятельности Русского технического общества.
С 1913 года — старший геолог Геологического комитета, с 1916 года заведовал его сибирской секцией.
Во время первой мировой войны (1914—1916) служил в Четвёртом полковом санитарный отделе Отряда русских техников. Представлял Всероссийский союз городов в Особом совещании по обороне. Занимался проблемами технического внешкольного обучения.
В 1917 году был товарищем министра народного просвещения Временного правительства по вопросам профессионального образования. После прихода к власти большевиков вернулся на пост главного геолога Геологического комитета. В 1918 году находился во Владивостоке, затем добрался до Оренбурга, где работал в кооперативных организациях, занимаясь организацией Высшей вольной школы (по типу Университета Шанявского в Москве).
В Министерстве просвещения Российского государства
С 19 ноября 1918 года — товарищ министра народного просвещения Российского правительства, действовавшего при Верховном правителе адмирале А. В. Колчаке. Из-за противоречий с другими высшими государственными чиновниками (в частности, Преображенский выступал с критикой деятельности Омского военно-промышленного комитета, который пользовался поддержкой ряда членов правительства) подал в отставку. Однако пока решался вопрос об отставке, свой пост покинул министр В. В. Сапожников, и Преображенский возглавил министерство.
С 6 мая 1919 года — министр народного просвещения. Первоначально рассматривал эту работу как временную, но после военных поражений Русской армии не счёл возможным бросить правительство и остался на своём посту. Разработал законопроект о единой школе, выдержанный в демократическом духе и не успевший стать законом из-за развала Российского государства. Был сторонником развития сети народных университетов, внешкольного образования.
Арест и суд
В январе 1920 года был арестован в Иркутске. Затем был освобождён из тюрьмы и переведён под домашний арест, но вскоре вновь заключён в тюрьму. В мае 1920 года приговорён Чрезвычайным революционным трибуналом Сибири к заключению до окончания гражданской войны с применением принудительных работ. О смягчении приговора Преображенскому просили учёные, а также А. М. Горький, обратившийся к В. И. Ленину с телеграммой: «Ходатайствую о смягчении участи Преображенского, крупного геолога, нужного стране».

### Возвращение к работе геологом

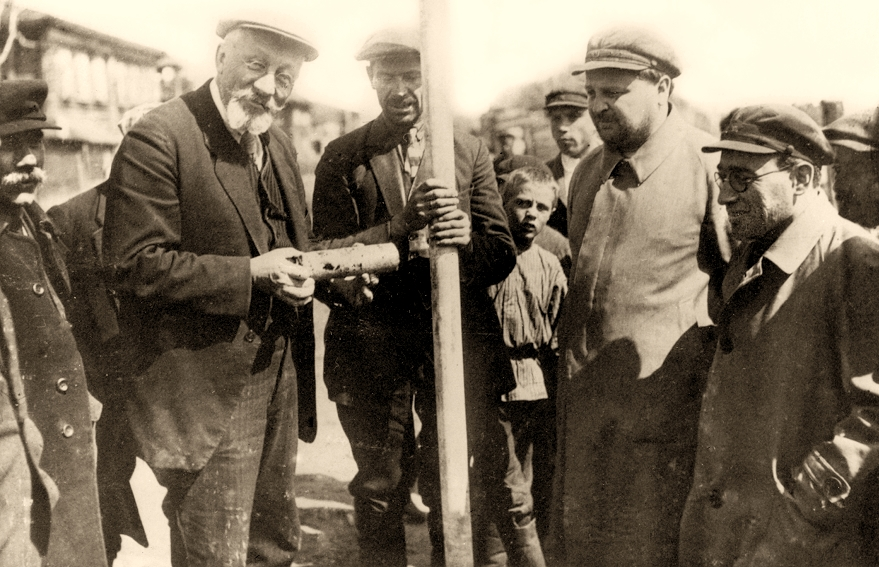
Профессор П. И. Преображенский, 1927

23 июня 1920 года был назначен заместителем заведующего отделом народного образования Сибревкома и председателем Сибирского комитета профессионально-технического образования.
С 1921 года преподавал в Пермском университете, где являлся профессором кафедры геологии, затем, после смерти Б. К. Поленова, одновременно возглавлял кафедры геологии и минералогии (1923—1924). В Пермском университете считается одним из тех, кто заложил основы будущего геологического факультета.
В 1922 также был избран деканом агрономического факультета Пермского университета, руководил организацией учебного процесса в предоставленном факультету здании, ранее принадлежавшем Мариинской женской гимназии.
Наряду с работой в Перми, в 1921—1924 гг. преподавал в Горном институте в Екатеринбурге, где основал кафедру геологии полезных ископаемых. Проводил геологические работы по изучению залежей каменного угля в районе Пашии, обследовал Журавлинское месторождение бокситов и алюминиевых руд на реке Чусовой.
С осени 1924 года работал в Ленинграде, старшим геологом в Главном геологоразведочном управлении (бывшем Геологическом комитете), затем — в Центральном научно-исследовательском геологоразведочном институте. При этом в течение нескольких лет оставался внештатным профессором Пермского университета.
Открытия в Пермской области

Руководил геологической партией, которая 5 октября 1925 года извлекла керн сильвинита из скважины под Соликамском на глубине около 100 м. Это событие стало открытием крупнейшего в мире Верхнекамского месторождения калийных и магниевых солей. В своём отчёте геолог писал: 

Работы отчётного года принесли нам уверенность в громадных запасах калийных солей, имеющихся у нас, запасах настолько больших, что они являются интересными не только в масштабе СССР, но для всего мира. Остаётся их умело использовать.

6 ноября 1925 года по рекомендации Преображенского была заложена первая шахта. В январе 1934 года завершилось строительство химического комбината в Соликамске. В том же году Преображенский был награждён орденом Трудового Красного Знамени.
После открытия продолжал работу на месторождении, во время оконтуривания которого 16 апреля 1929 года в скважине были обнаружены следы нефти. 15 августа 1929 года нефтяная скважина была сдана в эксплуатацию. Таким образом, Преображенским было открыто Верхнечусовское месторождение нефти, что стало началом работ по поиску и разведки нефти на Западном Урале, приведших к открытию Волго-Уральской нефтегазоносной провинции.
Другие заслуги в области геологии

Создатель русской научной школы геологов-солевиков. Кроме деятельности в Пермской области, занимался теоретическими и практическими работами, которые в его биографии характеризуются следующим образом: 

Разработал методику поисков и разведки соляных месторождений, был инициатором применения гравиметрии для изучения строения соляных залежей, сторонником комплексного использования солей с целью извлечения из них брома, бора, рубидия и других химических элементов. Изучал соляные залежи в Ишимбаевском районе Башкирии, соляные озера в Западной Сибири, соляные месторождения в Киргизии и Казахстане; консультировал геологов, ведших разведочные работы на соль и рассолы в районе Иркутского Усолья и в Артемовском районе на Украине. Высоко оценивал соляные ресурсы восточных районов Сибири.

Участник 17 сессии Международного геологического конгресса 1937 года в Москве.
В 1937—1941 годах — главный геолог, в 1941—1943 годах — исполняющий обязанности директора Всесоюзного научно-исследовательского института галургии в Ленинграде. Был одним из организаторов этого института.
С 1943 года — заместитель директора Государственного института горно-химического сырья в Москве.

## Семья
Жена — М. Р. Преображенская
- Дети — Н. П. Орлова

## Награды и премии
- 1934 — Орден Трудового Красного Знамени.
- 1944 — Орден «Знак Почёта», награждён в январе 1944 года.

## Членство в организациях
- 1927 — почётный член Общества изучения Чердынского края — избран 20 марта 1927 года[6].

## Научные труды
Автор около 50 научных трудов, среди них:
- Известняки Уральской области. Свердловск, 1930 (с М. О. Клером, П. М. Идкиным).
- Соликамское калийное месторождение. Л., 1933.

По словам академика В. А. Обручева: «Павел Иванович не оставил крупных научных трудов — он отделывался предварительными отчётами об экспедициях, так как очень не любил писать, но он любил работать в поле и претворять свои идеи в полезное дело; всякое препятствие в природе и в людях возбуждали его энергию, а также и юмор, которым он обладал в большой степени».

## Память
В честь П. И. Преображенского названы:
- минерал преображенскит[кат.] (из группы водных боратов)[8],
- улицы в городах Соликамск и Березники.

Памятник Павлу Пребраженскому открыт в Перми в 2019 году.